# Heinrich Herrfahrdt
Heinrich Wilhelm Herrfahrdt (* 22. Februar 1890 in Genthin; † 12. September 1969 in Marburg) war ein deutscher Rechtswissenschaftler.

## Leben
Nach der Promotion 1915 zum Dr. jur. an der Universität Bonn und der Venia Legendi 1926 im Fach Öffentliches Recht an der Universität Greifswald war er von 1933 bis 1958 ordentlicher Professor für Öffentliches Recht, insbesondere Allgemeine Staatslehre, Staat und Recht Ostasiens an der Philipps-Universität Marburg. Er war Mitglied der SA.

## Schriften (Auswahl)
- Das Problem der berufsständischen Vertretung von der französischen Revolution bis zur Gegenwart. Stuttgart/Berlin 1921.
- Die Kabinettsbildung nach der Weimarer Verfassung unter dem Einfluss der politischen Praxis. Berlin 1927
- Reich und Preußen. Vorschläge zur Verfassungsreform. Greifswald 1928.
- Werden und Gestalt des Dritten Reiches. Berlin 1933, OCLC 923629938.
- Sun Yatsen, der Vater des neuen China. Ein Beispiel west-östlicher Begegnung. Hamburg 1948, OCLC 1183798242.